# Esposizione Universale Roma
L'Esposizione Universale Roma (també coneguda com a EUR o E42), era una Exposició que s'havia de celebrar a Roma el 1942 amb motiu del vintè aniversari de l'arribada al poder del feixisme italià de Benito Mussolini. L'esclat de la II Guerra Mundial, però, impedí tal celebració. En l'actualitat l'EUR és una zona residencial de la capital italiana, seu a més d'alguns organismes oficials d'abast nacional italià com també internacional. Forma part del Municipi XII de l'Ajuntament de Roma i és propietat en gran part de l'EUR SpA, participat respectivament per un 90% del Ministeri d'Economia i el 10% restant per l'Ajuntament de la capital italiana.

## Història
L'EUR fou ideat el 1935 per commemorar el vintè aniversari de l'ascens al poder del Partit Nacional Feixista, liderat per qui serà el futur Duce, Benito Mussolini, arran de la Marxa sobre Roma del 1922. El 1936 es constituí l'ens autònom encarregat del projecte urbanístic i arquitectònic de la futura Exposició Universal. Urbanísticament, l'EUR havia de constituir a més el pol de la futura expansió nord-oest de la capital italiana en direcció el mar.
El mateix any del 1936 el comissari general del projecte expositiu, l'arquitecte Vittorio Cini, presentà a Mussolini una llista de possibles realitzadors de les obres, dels quals fou escollit entre altres Marcello Piacentini, un dels arquitectes favorits del règim, autor entre altres obres del rectorat de la Universitat de Roma, La Sapienza, i de la Via della Conciliazione, una avinguda que duu directament a la famosa Plaça de Sant Pere del Vaticà. Amb el nomenament de Piacentini com a principal arquitecte del projecte de l'EUR s'imposà el model arquitectònic monumentalista i classicista en contraposició al racionalista representat aleshores per un Luigi Vietti.

## Arquitectura
Bàsicament caldria distingir entre dues onades temporals de construcció pel que fa als principals edificis que constitueixen l'EUR d'avui en dia: aquells edificats o en vies de realització per a la hipotètica exposició del 1942, i aquells aixecats un cop acabada la guerra, entorn de la dècada dels 50.

### Projecte urbanístic del 1942
En aquest primer cas es destaquen a primer cop d'ull edificis de gran monumentalitat i classicisme tan pròpia de l'estètica arquitectònica feixista. Molts d'aquests edificis constructivament utilitzen marbre blanc, pedra calcària i tova volcànica. Un altre tret comú de tots ells és que les obres començaren abans de l'esclat de la segona gran guerra però no veieren la llum final fins als començaments dels anys 50. Així, en aquest primer ordre, cal destacar:

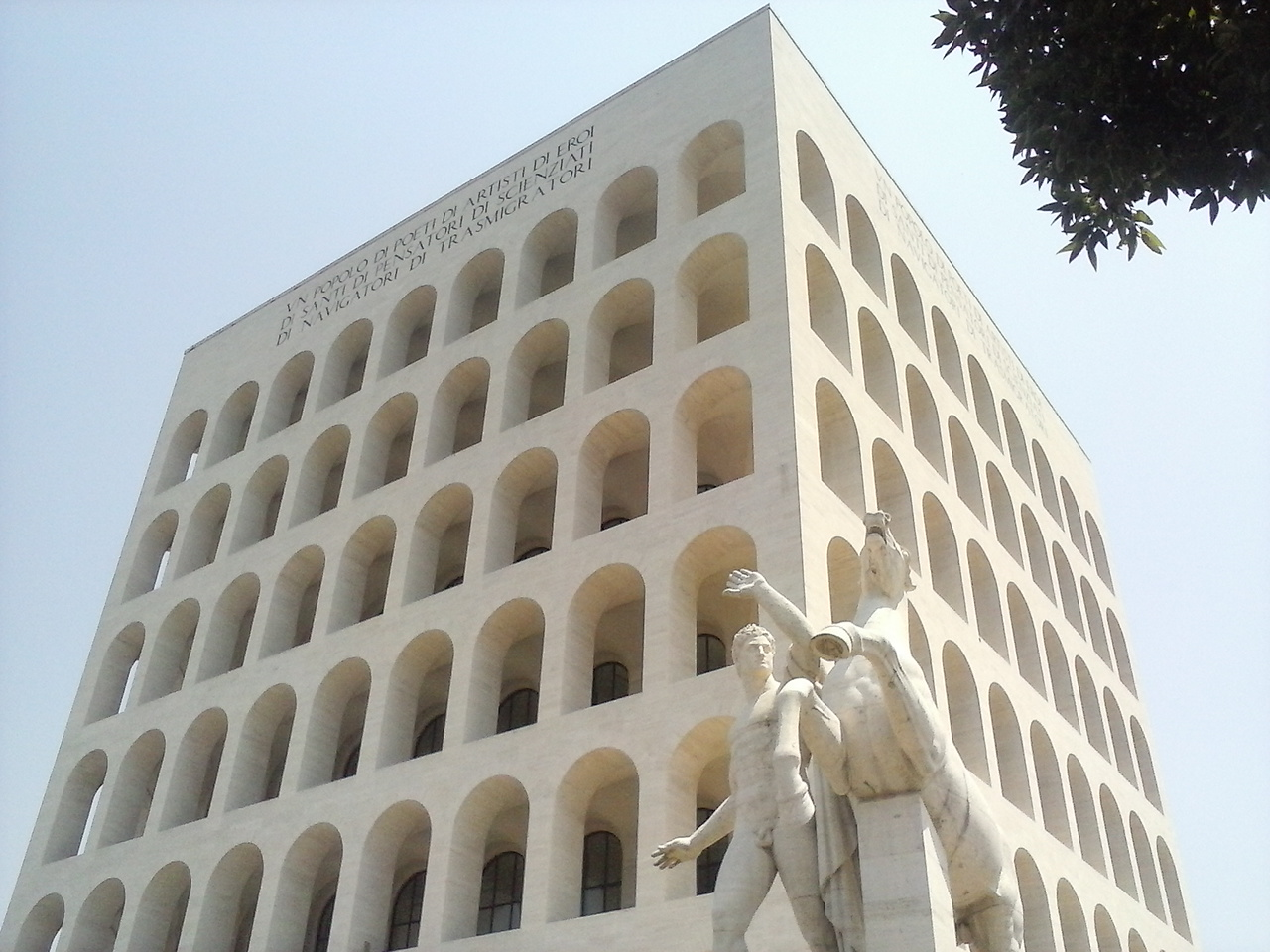
Palazzo della Civiltà Italiana

- Palau de la Civilització Italina (en italià: Palazzo della Civiltà Italiana), també anomenat el "Colosseu quadrat" per la seva forma quadrada amb arcs de mig punt que recorden clarament el famós amfiteatre romà.
- Arxiu Central de l'Estat, antic Museu de les Comunicacions
- Església de Sant Pere i de Sant Pau
- Palau de Congressos
- Palau de l'INA i de l'INPS (Institut Nacional d'Assegurances i Institu Nacional de Previsió Social, respectivament. En italià, Istituto Nazionale di Assecurazzioni i Istituto Nazionale per la Previdenza Sociale.

### Obres amb posterioritat als anys 50
En el segon cas cal distingir edificis construïts entre aquesta dècada i la dels seixanta, entre els quals es destacarien:
- Seu central de la patronal històrica italina, la Cofindustria
- Ministeris de la Salut o de les comunicacions
- seu central de la Banca de Roma
- correus italians, la Poste Italiane
- Palau de l'Esport, també anomenat PalaLottomatica, de Pier Luigi Nervi

## Transports
A més de les diferents línies d'autobús que connecten tota l'àrea de l'EUR amb la resta de la ciutat, està enllaçat per quatre estacions del Metro de Roma, concretament, de la línia B que duen directament, entre altres zones, al Colosseu. Aquestes estacions són per ordre:
- EUR Magliana
- EUR Palasport
- EUR Fermi
- Laurentina